# Peromyia squamigera
Peromyia squamigera är en tvåvingeart som beskrevs av Jaschhof 2004. Peromyia squamigera ingår i släktet Peromyia och familjen gallmyggor. Inga underarter finns listade i Catalogue of Life.